# 張祜 (弘治舉人)
張祜（？—？），字天益，號合溪，江西廣信府鉛山縣人，明朝政治人物。

## 生平
弘治八年（1495年）乙卯科江西乡试举人，九年丙辰試禮闈，以乙榜授當塗縣教諭，聘充順天乡试同考官，取得解元孫清。升南京國子監助教。正德改元，以卓異選授福建道試御史，差山東清理軍伍，適劉六、劉七為亂，疏請陳兵剿之。又差巡按貴州，考滿，推掌河南道，升廣西按察司副使。升本司按察使，改補廣東按察使，升山東右布政使。丁外艱歸，先任廣東按察時與大学士梁储有隙，至是在嘉靖四年（1525年）六月被中傷，张祜被逮捕廷杖，降一級調遠方用。服闋，仍調雲南按察使，署提學事，修五華書院。嘉靖十年辛卯（1531年）入覲，五月在中途得旨，升廣東右布政使。會海賊逼城，张祜剿御之，海道肅清。以丁繼母艱歸，不復出仕。年八十一卒，祀鄉賢祠。

## 家族
父张诏（？-1525年），號南峰，封监察御史。母程氏，贈孺人；继母周氏（1443年-1533年），封太孺人。